# Oneppus lacus
Oneppus lacus är en plattmaskart som beskrevs av Marcus E 1954. Oneppus lacus ingår i släktet Oneppus och familjen Placorhynchidae. Inga underarter finns listade i Catalogue of Life.